# 張星賢
張星賢（1910年10月2日—1989年3月14日），台灣田徑運動員，出生於日治時期的台中廳，曾在日本內地就讀早稻田大學，並創下多項田徑紀錄。1932年參加洛杉磯奧運會，為第一位參加奧林匹克運動會的台灣人。

## 國際大型運動賽會
| 年   | 賽事                 | 舉辦城市                 | 名次 | 項目                    | 記錄                     |
| ---- | -------------------- | ------------------------ | ---- | ----------------------- | ------------------------ |
| 1932 | 夏季奧林匹克運動會   | 美国加利福尼亞州洛杉磯郡 | 4h1  | 400公尺跨欄（91.4公分） | 56.5秒（hand timing）    |
| 1932 | 夏季奧林匹克運動會   | 美国加利福尼亞州洛杉磯郡 | 5h5  | 400公尺                 | 50.0秒（hand timing）    |
| 1932 | 日芬国際陸上競技大会 | 日本東京                 | 金牌 | 400公尺                 | 49.0秒（hand timing）    |
| 1936 | 夏季奧林匹克運動會   | 德国柏林                 | 4h1  | 4×400公尺接力           | 3分18.4秒（hand timing） |

## 早年經歷
張星賢的祖父為福建省漳州府漳浦縣人，移民台灣後，在台中地區經營肉舖、米店，日治時期曾擔任過「保正」。父親張啟明曾經在台中擔任過教師，後來改行作生意，經常往來於台灣及福建、廣東地區。
張星賢1910年出生於日本統治下的臺灣台中廳塗葛堀支廳（今臺中市龍井區），小學四年級時曾隨經商的父親及家人至汕頭住過兩年。回台後遷至台中，就讀台中州立台中商業學校（今國立臺中科技大學）。畢業後曾至福州擔任過短期的小學教員，並和田徑選手馬敬華一起練習過。
他在小學時期，即被日籍足球教練發現出過人的運動天賦，邀他踢足球。後來加入田徑隊，練習中長跑，曾代表台中州參加全台灣的比賽。19歲到臺北州參加「建功神社祭典田徑賽」，主攻項目1500公尺落選，卻在三級跳遠項目以13公尺15佳績獲得冠軍，從此改練跳部。
隔年參加全台灣運動會，在三級跳遠項目跳出14公尺08的成績，獲得金牌，並取得赴東京市參加「神宮競技大會」的資格。雖然後來在東京的比賽因傷而未獲佳績，但對於他從事田徑運動的視野與決心，卻有極大的助益。

## 遠東運動會台灣區選拔賽落選事件
1930年，第九屆遠東運動會在日本東京舉行。張星賢報名在台北圓山運動場舉辦的台灣區選拔賽，預備參加三級跳遠及跳遠兩個項目。
在三級跳遠競賽中，張星賢跳出14公尺49的個人最佳成績，榮獲冠軍。該項成績不僅比當時全台最強的張加再還好，也超越當時的中華民國全國記錄，更直追在日本內地的織田幹雄、南部忠平等名將。如果參加遠東運動會，足可以進入前三名。
雖然在跳遠項目三跳失敗，但憑三級跳遠項目的優異表現，原可順利入選代表隊。但當時主導選拔作業的日籍體育會「執事」樹備昌二，向來歧視台灣人，刻意只選了三個日本內地人。張星賢因身份差別而落選，對他後來的生涯規劃造成很深刻的影響。

## 早稻田大學時期
張星賢就讀台中商業學校，曾在練習田徑時認識一位在台中製糖服務的日本人笠原，他是早稻田大學畢業生，在校時也是田徑選手。由於他的介紹，張星賢得以前往早稻田大學就讀商學系，並加入田徑社。在校四年期間，獲得赴日本內地經商成功，後來回台擔任台灣省政府委員及民政廳長的楊肇嘉經濟援助，始得以順利完成學業。
在早大田徑隊初期，他專攻跳部，主力項目為跳遠及三級跳遠。當時日本的跳部實力全球頂尖，尤其以三級跳遠項目為最，有七、八位選手具備世界十傑的實力，包括獲得1928年阿姆斯特丹奧運會金牌的織田幹雄與第四名的南部忠平兩位早稻田隊友。由於跳部出頭極為困難，張星賢遂改練其他項目。
張星賢先在1931年的早慶對抗賽參加400公尺賽跑，以52秒正的成績得到第三名。隨後在同年5月的日本大學田徑賽裡，首次參加400公尺中欄競賽，在踢倒最後一個欄架的情況下，仍以58秒4得到第二名。當時的日本全國記錄只有57秒4，這樣的成績給他及隊友帶來極大信心。這一年他的成績進步到56.8秒，打破日本全國記錄。
1932年5月28日的洛杉磯奧運會全日本選拔賽，張星賢在400公尺複賽跑出50秒4的第一名佳績。翌日決賽只跑出51秒，獲得第四名。5月30日報紙公佈選拔結果，張星賢以400公尺中欄及1600公尺接力兩個項目入選奧運代表團，成為第一位當選奧運選手的台灣人。

## 參加洛杉磯奧運會
1932年7月31日下午2時30分，張星賢參加洛杉磯奧運會400公尺中欄預賽第一組，同組共有5人，位於第二跑道的張星賢跑出57秒的分組第四名成績，未能晉級複賽。
張星賢不僅是第一位參加奧林匹克運動會的台灣人，相較於代表中華民國同時參加該屆奧運會的劉長春，張星賢的報名時間、進入選手村報到時間及上場比賽的時間都比較早，因此也是第一位參加奧林匹克運動會的華人。

## 南滿鐵道任職時期
1934年早稻田大學畢業後，張星賢於年底考上南滿洲鐵道株式會社（簡稱滿鐵），隔年4月赴大連報到。任職滿鐵期間，他持續投入最喜愛的田徑訓練，參與各項比賽，並積極爭取參加次年的柏林奧運會。
1936年，他先在滿鐵田徑賽贏得代表權，再參加4月的滿洲大會兼選拔賽，締造7公尺28的個人最佳跳遠紀錄。在東京市的全日本選拔賽裡，他贏得400公尺第三名，再次以1600公尺接力項目入選奧運代表團。因為一年多前曾在練習400公尺中欄時傷到腳，所以這回並未參加跨欄項目。
在柏林奧運會裡，張星賢跑1600公尺接力的第二棒，預賽成績第四名，未獲晉級。
1937年11月22日在臺中神社前，與埔里鄭阿金長女鄭新合（明治大學女子部畢業）結婚。
奧運會後回到滿鐵，張星賢除了繼續代表滿鐵對外參加比賽外，還負責全會社體育訓練與推廣的工作，安排會社內每年一度的田徑、網球、排球、桌球、橄欖球等比賽。而他本人除了原有的田徑專長外，經過短期的練習，便能參加網球、排球、橄欖球、足球等比賽，可謂全能型的運動員。
在滿鐵本部服務七年後，他請調至滿鐵所屬的華北交通，先在北京前門車站實習，後來升任北京車站副站長。在這段期間，他也積極參與華北地區的田徑比賽，並辦理過「北京選手權大會」（北京田徑錦標賽）。

## 戰後時期
1945年8月日本投降後，滿洲國也隨之解體。張星賢先隨滿鐵撤回日本，再於隔年回到故鄉台灣，任職於省立臺中師範學校（今國立臺中教育大學）。公餘之際，他仍致力於體育發展工作，和王成章、馬敬華、林鴻坦、謝東閔、林朝權、游彌堅等人組成臺灣省體育會。1947年，又組織臺灣省田徑協會，並擔任會長。
1948年，他轉任合作金庫。同年5月，以38歲「高齡」入選第七屆全國運動會台灣省代表隊，並擔任總隊長，隨副總領隊謝東閔到上海市參賽。他在如此高齡，且擔任管理職務，缺乏時間練習的狀況下，仍然在跳遠項目獲得銅牌，並在三級跳遠項目獲得第四名，也算是一項「高齡」紀錄。
其後他雖逐漸淡出賽場，但仍活躍於各級運動組織，並擔任教練，指導過陳英郎、楊傳廣、紀政、蘇文和、蔡登龍、陳明智等台灣田徑界後起之秀。
雖然他曾經在1930年代參加過兩次奧運，又是名校早稻田大學畢業，如此學經歷在當時台灣的體育界極其珍貴，卻未能真正參與體育核心運作，甚至未能以職員身份再度踏上奧運會場。
1989年3月14日，張星賢在台北市辭世。

## 紀錄與評價
國際田徑界在統計各國紀錄演進時，對於遇「國體變更」的選手，大都採取「出生地」、「自由意願」等原則。張星賢在二戰後回到台灣定居，而且姓名從來未曾改變過，因此田徑統計家均將其成績歸入中華民國。
以下列出1930年代至1950年代，張星賢所創立的「中華民國全國紀錄」，其及保持狀況：
| 項目        | 成績     | 創立時間地點 | 破紀錄者 | 新紀錄   | 破紀錄時間地點 | 保持年數 |
| ----------- | -------- | ------------ | -------- | -------- | -------------- | -------- |
| 三級跳遠    | 14公尺49 | 1930年，台北 | 張立三   | 14公尺81 | 1936年，台北   | 6年      |
| 400公尺     | 49秒8    | 1932年，東京 | 陳英郎   | 48秒9    | 1952年，馬尼拉 | 20年     |
| 400公尺中欄 | 55秒9    | 1933年，東京 | 蔡成福   | 55秒8    | 1955年，台中   | 22年     |
| 跳遠        | 7公尺28  | 1936年，東京 | 林德生   | 7公尺34  | 1957年，台北   | 21年     |
| 十項全能    | 5354分1  | 1937年，東京 | 楊傳廣   | 5457分2  | 1954年，馬尼拉 | 17年     |

^  注解1： 已換算成1952年計分法，若依創立當時計分則為6050分。

^  注解2： 1952年計分法。

張星賢一生馳騁田徑場上20餘年，曾經同時保有五項「中華民國全國紀錄」。後一代田徑名將紀政曾譽為：「中華民國田徑史上的一代巨人」。而田徑統計家施穎州則表示：「張星賢是中華民族第一代田徑英雄，楊傳廣、紀政是第二代。」

## 外部連結
- 張星賢在国际奥林匹克委员会的资料
- 張星賢在的頁面